# 塚原政次
塚原 政次（つかはら せいじ、1872年10月16日（明治5年9月14日） - 1946年（昭和21年）10月24日）は明治時代から昭和初期にかけての日本の教育心理学者。文学博士。

## 経歴
兵庫県出身。1897年（明治30年）、東京帝国大学文科大学哲学科を卒業。1901年（明治34年）からドイツ・アメリカ合衆国に留学し心理学を研究した。帰国後、広島高等師範学校教授、文部省督学官、静岡高等学校長、東京高等学校校長を歴任した。1934年（昭和9年）より広島文理科大学学長・広島高等師範学校校長を務めた。

## 家族
- 父・塚原秀雄[4]
- 妻・ハマ ‐ 新渡戸稲造の姪。東京音楽学校出身。[4]
- 二男・政恒 ‐ 妻ハマの母ハツ（稲造の姉）の死跡を相続。[4]
- 二女・ゆり子 ‐ 企書院調査官・井上照丸の妻。照丸は井上晴丸の兄で、東京帝大法学部卒。[4]

## 著作

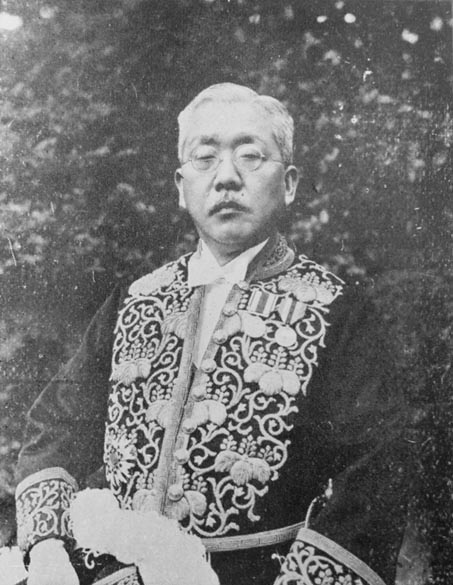
塚原政次

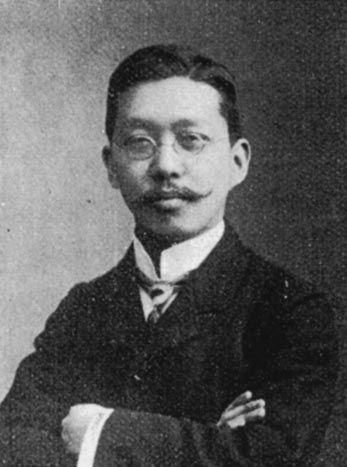
塚原政次

- 「学校時代の思ひ出（その十五） : 月夜の訣別式」（『帝国教育』第614号、帝国教育会、1932年11月）
- 「国運の進展と教育」（『文部時報』第730号、帝国地方行政学会、1941年7月）

著書
- 『教育心理学』 金港堂書籍、1898年12月
  - 大泉溥監修 『文献選集 教育と保護の心理学 明治大正期第2巻』 クレス出版、 1996年9月、ISBN 4877330208
- 『心理学書解説 ルボン氏民族心理学』 育成会、1900年10月
- 『心理学書解説 スタウト氏心理学』 育成会、1901年4月
- 『生理的心理学』 同文館〈教育研究叢書〉、1903年10月
- 『新編心理学教科書』 金港堂書籍、1907年
- 『青年心理』 金港堂書籍、1910年11月
  - 小川利夫、寺崎昌男監修 『近代日本青年期教育叢書 第1期第9巻』 日本図書センター、1990年10月、ISBN 4820553925
- 『低能性児童に対する注意』 内務省地方局、1917年
  - 『知的・身体障害者問題資料集成 戦前編第2巻』 不二出版、2005年6月、ISBN 483505511X
- 『教育学新教科書』 弘道館、1918年
- 『教育史新教科書』 弘道館、1919年
- 『各科教授法新教科書』 弘道館、1920年3月
- 『心理学新教科書』 弘道館、1925年
- 『論理学新教科書』 弘道館、1926年
- 『哲学新教科書』 弘道館、1926年
- 『学校管理法新教科書』 弘道館、1926年
- 『児童の心理及教育』 明治図書、1926年12月
  - 大泉溥編・解説 『日本の子ども研究 : 明治・大正・昭和 第4巻 大正新教育と学力評価』 クレス出版、2009年4月、ISBN 9784877334741
- 『現今教育の重要問題』 明治図書、1937年3月
- 『青年の心理及教育』 明治図書、1937年6月
- 『女子新教育学』 東京開成館、1938年1月
- 『心理学上より見たる 児童の個性と教育』 明治図書、1938年5月

訳書
- 『幾氏教育学』 冨山房、1899年1月
- 『ラツド氏 心理学講演』 冨山房、1901年8月
- 『実験新心理学』 すくりぷちゅあー原著、冨山房、1901年11月（2冊）
- 『教育の生理的基礎』 ルーベン・ポスト・ハレツク原著、越川弥作共訳、弘学館、1913年4月
- 『動的教育の原理』 エム・ウィー・オーシア原著、越川弥作共訳、育英書院、1915年11月

## 関連文献
- 待鳥清九郎編輯 『塚原博士教育功労記念会誌』 塚原博士教育功労記念会、1932年10月
- 「塚原政次」（伊藤友信ほか編 『近代日本哲学思想家辞典』 東京書籍、1982年9月）
- 「塚原政次」（大泉溥編纂 『日本心理学者事典』 クレス出版、2003年2月、ISBN 4877331719）

| 公職        | 公職                                           | 公職            |
| ----------- | ---------------------------------------------- | --------------- |
| 先代 三沢糾 | 広島高等師範学校附属中学校主事 1915年 - 1916年 | 次代 長谷川乙彦 |